# Kolonia Szańków
Kolonia Szańków – nieoficjalny przysiółek wsi Szańków w Polsce położona w województwie mazowieckim, w powiecie łosickim, w gminie Łosice.
Wierni Kościoła rzymskokatolickiego należą do parafii św. Jana Chrzciciela w Hadynowie.
W latach 1975–1998 miejscowość należała administracyjnie do województwa bialskopodlaskiego.